# Masu-me
masu-me（マスミ、本名：荒川 真澄（あらかわ ますみ）1988年7月9日 - ）は、日本の歌手・プロレスラー。栃木県宇都宮市出身。

## 人物
子供の頃からシンガーを目指す一方、柔道経験も持つ
2010年に行われたJWPとタイムミュージックとの共同オーディションに応募。
2010年12月23日にシンガー・プロレス同時デビュー。コスチュームは日向あずみが現役時代に着用していたもの。
中学の後輩にミクロがいる。

## 経歴
- 2010年
  - 12月23日、初のマキシシングル、今でも大好きc/wみんな聞いて？発売。
  - 12月23日、JWP後楽園ホール大会の対KAZUKI戦でプロレスデビュー。
- 2011年
  - 1月16日、アイスリボンの藤本つかさとのタッグで「JWPタッグリーグ・ザ・ベスト2011」に参戦。タッグチーム名は「キューティーペア」だが、masu-meが往年のアイドルレスラータッグ「ビューティーペア」を聞き間違えたのが由来。
  - 2月9日、キューティーペアとしてアイスリボンに初参戦。対戦相手はJWPの先輩米山香織とキャリアで同期となる飯田美花。藤本がヒザ十字固めを飯田から奪い勝利。
- 2012年
  - 後輩勝愛実と組みタッグリーグ・ザ・ベストにエントリーも、体調不良のためリーグ初戦を前に長期欠場。
  - 12月16日、道場マッチでプロレス引退を報告。2年間の現役生活を終えている。

## 得意技
- スクールボーイ

## 所属プロダクション
- BB Company